# 1987年斐濟軍事政變
1987年斐济政变是1987年斐濟境內發生的兩起政變。第一次政變於當年5月14日發生，此次政變导致斐济总理蒂莫西·巴万德拉被推翻。第二次政变于當年9月25日發生，斐濟政變宣佈不再承認伊丽莎白二世為該國的國家元首，該國于10月10日改制成共和国。两次政變均由時任斐濟軍隊指挥官西蒂韦尼·兰布卡發動。